# Rhyxiphloea corticina
Rhyxiphloea corticina är en skalbaggsart som beskrevs av Olivier 1789. Rhyxiphloea corticina ingår i släktet Rhyxiphloea och familjen Cetoniidae. Inga underarter finns listade i Catalogue of Life.